# メイッティーラ
メイッティーラ（Meiktila）は、ミャンマーの都市である。ミャンマー中部のマンダレー地方域にあり、メイッティーラ湖のほとりに位置する。古くから交通の要衝であり、ヤンゴンとマンダレーを結ぶバスがこの町を通る。メークテラ、メイクテラ、メティラとも表記される。人口は2014年時点で約30.9万人。

## 歴史

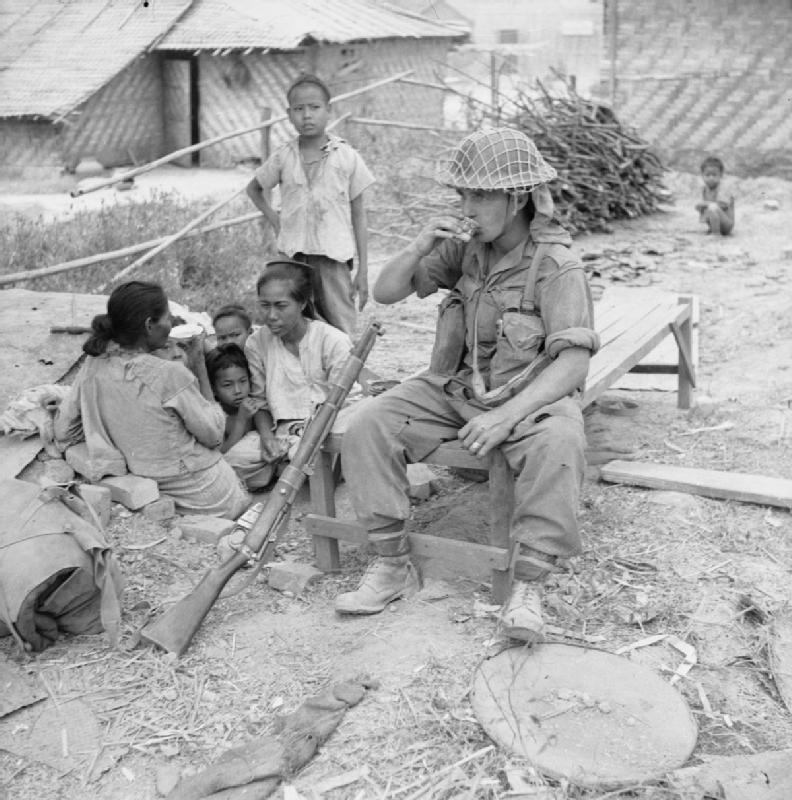
防空壕に住むビルマ人家族がイギリス兵と茶を飲んでいる(1945年3月10日)

メイッティーラという地名は古代インドに栄えたミシラ王国から来ている。
11世紀～19世紀にかけて、この地域にはミャンマー中央乾燥地域を故郷に持つビルマ人の王朝が続いた。
1885年、コンバウン王朝がイギリスに第三次英緬戦争で敗北した。ビルマ全土がイギリスの植民地となり、英領インドに併合された。
1945年、日本軍とイギリス軍がイラワジ会戦を行い、イギリスが勝利した。
1948年、ビルマ連邦がイギリスから独立した。メイッティーラではカレン族の反乱が起きた。
2013年3月22日、反ムスリム暴動が発生し、何十人もが殺害され、1.2万人以上が家を追い出され、非常事態宣言が出された。

。
暴動は国内のオクフォやギョビンガウクに飛び火した。

## 地理
メイッティーラ地方はミャンマーの中央乾燥地帯にある地区の中で最も東に位置する。ウォンドウィン、ミンジャン、ヤメティンの間にあり、東側はシャン州に接している。この地域の最大の特徴は、人工的な灌漑・貯水池で長さが7マイル (11 km)、幅が0.5マイル (0.80 km)あるメイッティーラ湖である。モンダイダムは湖に水を供給している。

## 気候
メイッティーラはサバナ気候（ケッペンの気候区分 Aw）である。気温は一年を通して非常に高い。モンスーン前の月（3月から5月）は特に暑く、平均最高気温は36 °C (97 °F)前後になる。冬の乾期（11月から4月）と夏の雨期（5月から10月）がある。
| Meiktila (1981–2010)の気候   | Meiktila (1981–2010)の気候 | Meiktila (1981–2010)の気候 | Meiktila (1981–2010)の気候 | Meiktila (1981–2010)の気候 | Meiktila (1981–2010)の気候 | Meiktila (1981–2010)の気候 | Meiktila (1981–2010)の気候 | Meiktila (1981–2010)の気候 | Meiktila (1981–2010)の気候 | Meiktila (1981–2010)の気候 | Meiktila (1981–2010)の気候 | Meiktila (1981–2010)の気候 | Meiktila (1981–2010)の気候 |
| 月                           | 1月                        | 2月                        | 3月                        | 4月                        | 5月                        | 6月                        | 7月                        | 8月                        | 9月                        | 10月                       | 11月                       | 12月                       | 年                         |
| ---------------------------- | -------------------------- | -------------------------- | -------------------------- | -------------------------- | -------------------------- | -------------------------- | -------------------------- | -------------------------- | -------------------------- | -------------------------- | -------------------------- | -------------------------- | -------------------------- |
| 平均最高気温 °C （°F）       | 29.9 (85.8)                | 33.0 (91.4)                | 36.5 (97.7)                | 38.4 (101.1)               | 36.0 (96.8)                | 33.0 (91.4)                | 32.7 (90.9)                | 32.3 (90.1)                | 32.7 (90.9)                | 32.5 (90.5)                | 29.6 (85.3)                | 28.8 (83.8)                | 33.0 (91.4)                |
| 平均最低気温 °C （°F）       | 14.6 (58.3)                | 16.7 (62.1)                | 21.1 (70)                  | 25.0 (77)                  | 25.2 (77.4)                | 24.6 (76.3)                | 24.4 (75.9)                | 24.3 (75.7)                | 24.2 (75.6)                | 23.4 (74.1)                | 20.0 (68)                  | 16.0 (60.8)                | 21.6 (70.9)                |
| 雨量 mm （inch）             | 2.3 (0.091)                | 1.8 (0.071)                | 10.0 (0.394)               | 25.5 (1.004)               | 126.4 (4.976)              | 103.8 (4.087)              | 75.4 (2.969)               | 121.0 (4.764)              | 150.6 (5.929)              | 147.4 (5.803)              | 41.5 (1.634)               | 7.2 (0.283)                | 812.9 (32.004)             |
| 出典：ノルウェー気象学研究所 |                            |                            |                            |                            |                            |                            |                            |                            |                            |                            |                            |                            |                            |

## 文化
市内にある有名な仏塔は、シュウェミンティン（Shwemyintin）、シュウェインミー（Shweyinmi、アサ・フテートネシント asa Hteethonesint）、ナガヨン（Nagayon）、イェレ（Yele）、スタウンピイ（Sutaung Pyi,）、フパウン・ドー・ウ・パゴダ（Hpaung Daw U Pagoda）、パウンダウー（Phaungdawoo）である。

## 教育
メイッティーラには国立のミャンマー航空宇宙工業大学、およびメイッティーラ大学、メイッティーラ経済大学、メイッティーラコンピュータ大学、メイッティーラ科学技術大学、メイッティーラ教育大学などの地方大学がある。
市内にある6つの公立基礎教育高校のうち、メイッティーラ第1基礎教育高校が最も競争率が高いと考えられている。

## 軍
メイッティーラには以下に記す2つのミャンマー空軍の空軍基地がある。
- メイッティーラ空軍基地および中央司令部の本拠地
- シャンテ空軍基地 - メイッティーラ北部のピータールヤール（Pyitharyar）に位置する

## 宗教問題
仏教徒の多いミャンマーであるが、メイッティーラの人口約31万人のうち約3万人がイスラム教徒であると推定されている。20世紀後半の軍事政権時代には、宗教上の対立は問題視されてこなかったが、2012年にラカイン州で宗教対立が表面化すると（ラカイン州暴動 (2012年)）、メイッティーラにも波及。イスラム教徒の居住地が破壊され、衛星写真からも確認される規模となった。一連の衝突により43人以上が死亡した。

## ギャラリー

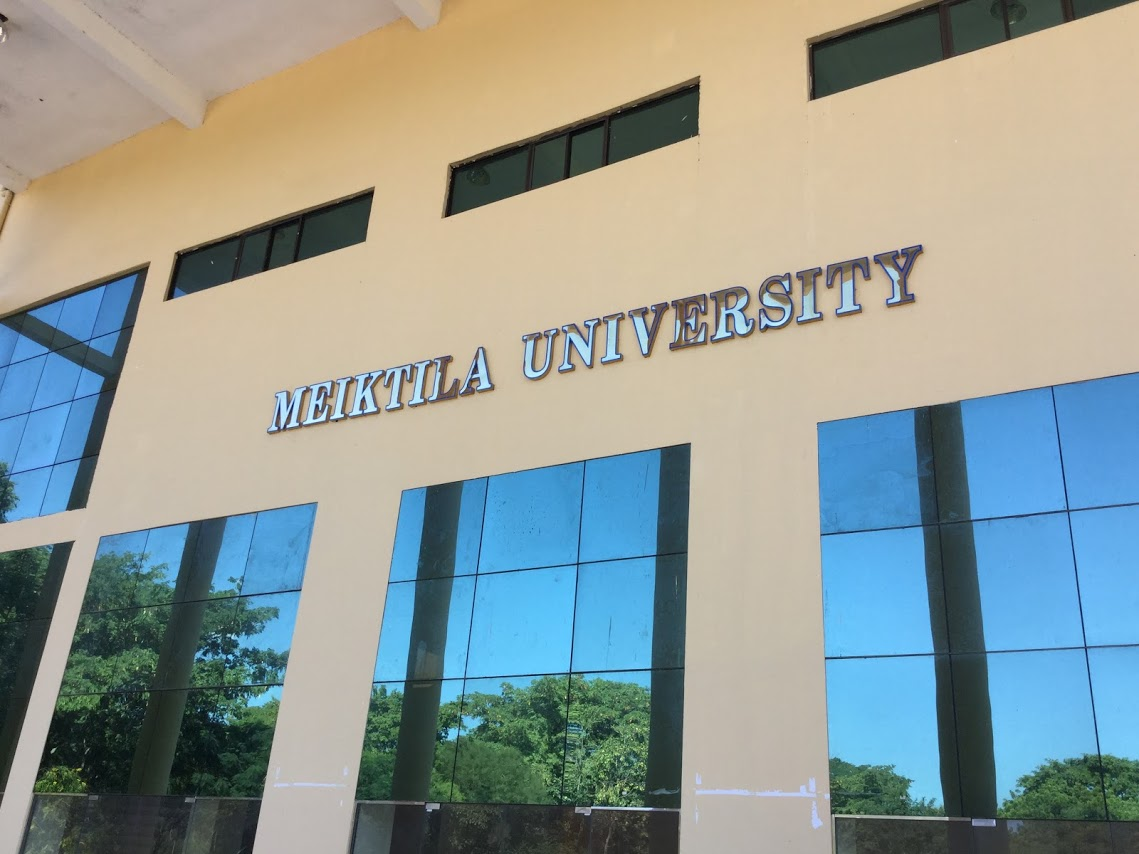
Meiktila University